# Полесское (Народичский район)
Полесское (укр. Поліське) — упразднённое село в Народичском районе Житомирской области Украине. Упразднено в 1990 году.

## География
Располагалось на безымянном притоке реки Ослив, в 8 км к северо-западу от села Базар.

## История
Образовано в 1946 году путем объединения колоний Альбертовка и Королевка в один населенный пункт село Полесское.